# Булайе Диа
Булайе Диа (на френски: Boulaye Dia) е сенегалски футболист, който играе на поста нападател. Състезател на Лацио и националния отбор на Сенегал.

## Постижения

### Сенегал
- Носител на Купа на африканските нации (1): 2021[1]